# デ・ハビランド シービクセン
シービクセン
2009年の航空ショーで飛行するシービクセンFAW.2
- 用途：戦闘機
- 分類：艦上戦闘機
- 製造者：デ・ハビランド社
- 運用者： イギリス海軍（艦隊航空隊）
- 初飛行：1951年9月26日
- 生産数：145機
- 生産開始：1959年
- 退役：1972年

デ・ハビランド シービクセン (de Havilland Sea Vixen) は、イギリスの航空機メーカー、デ・ハビランド社が開発したイギリス海軍の全天候艦上戦闘機である。デ・ハビランド社における番号はDH.110。

## 概要
元々、デ・ハビランドが第二次世界大戦終了直後に開発された戦闘機バンパイアの発展型であるベノムの主翼形状を直線翼から後退翼に変更し、全天候能力を付与した機体として空軍の発注で開発が開始された。

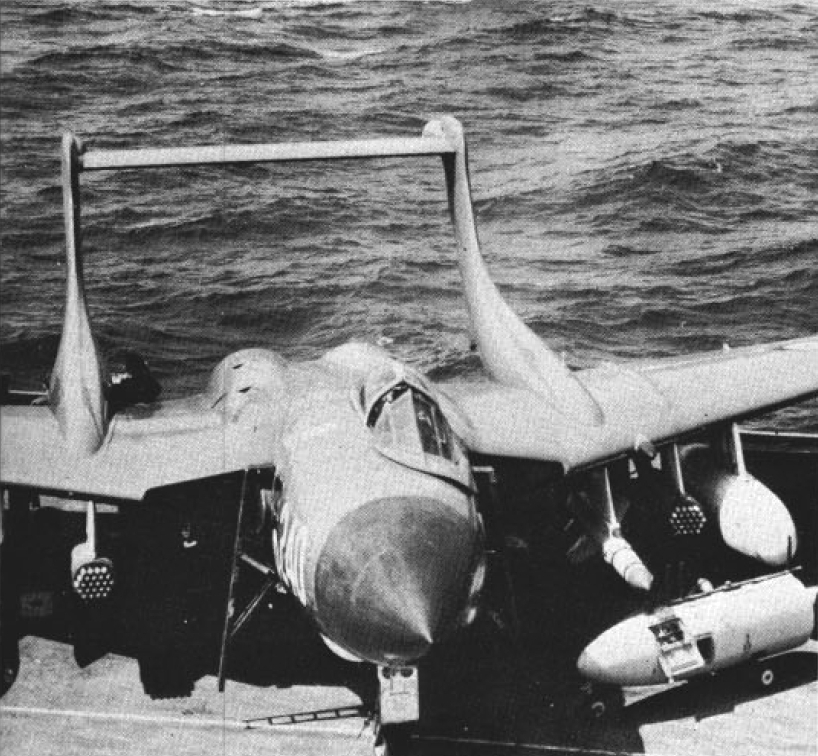
正面から撮影されたシーヴィクセンFAW.1
左右非対称のコックピットレイアウトに注目。

機体の特徴として、胴体が二分されている双胴型であり、操縦席は機体の中心軸から、やや左にずれた位置に据えられていた。これは、全天候能力の要であるレーダーを操作するレーダー手の座席空間を確保するための配置であった。
この機体は「雌狐」を意味するビクセンと命名され1951年に初飛行し、空軍が配備することを決定した。ところが翌年、ファーンボロー国際航空ショーでデモ飛行中のビクセンが空中分解を起こし、墜落。観覧していた民間人を含む29人の犠牲者を出す大惨事（ファーンボロー航空ショー墜落事故）を引き起こし、空軍は契約をキャンセル、ビクセンの不採用を決定し、代わりにグロスター社が開発したジャベリンを採用した。
しかし、海軍がビクセンに興味を示し、航空母艦で使用する艦上戦闘機として導入することに決めた。当初は同じ海軍機である艦上攻撃機のバッカニアと同様に本機も海賊を表すパイレートにする予定だったが、空軍に採用される予定だったビクセンに則りシービクセンと命名され、艦上で運用するための改良を加えられた。

## 派生型
- ビクセン:陸上機型、空軍に発注されるもキャンセルされる。
- シービクセン FAW.1:初期生産型。
- シービクセン FAW.2:部品を改修して8.9Gまで耐えられるようにした型式。レッドトップAAMの運用能力を付与。
- シービクセン D3:無人標的機型(Dはドローンの頭文字)。

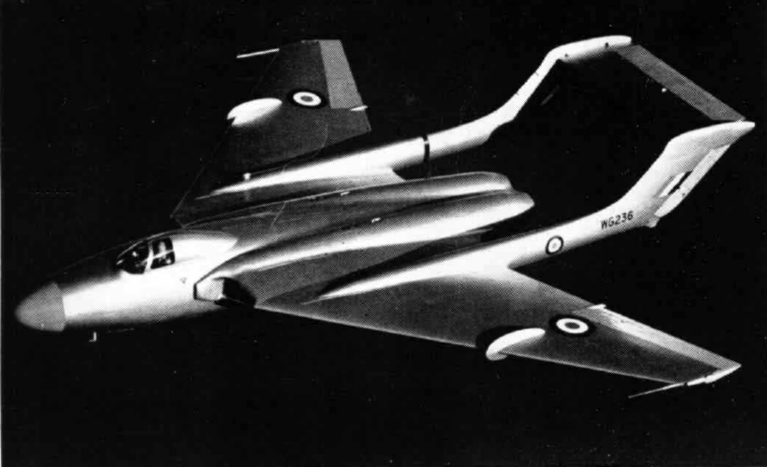
試作型ビクセン
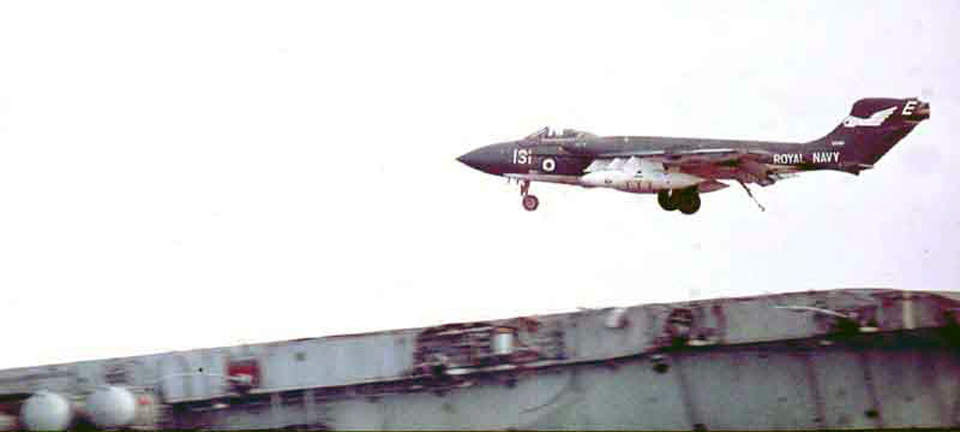
空母イーグルに着艦するシービクセン

## 仕様
- 乗員：2名
- 全長：16.94 m
- 全幅：15.54 m
- 全高：3.28 m
- 翼面積：60.19 m2
- 空虚重量：12,679 kg
- 運用時重量：
- 最大離陸重量：21,205 kg
- 動力：ロールス・ロイス製 エイヴォン RA28 Mk 208 エンジン× 2
- 推力：5,094 kgf
- 最大速度：1,110 km/h
- 航続距離： 1,270km（内部燃料含む）
- 上昇限度：14,600 m
- 上昇率：2743.2 m/min（46 m/s）
- 武装：6箇所のハードポイントに以下を組み合わせて搭載可能
  - マトラ 18 連装 SNEB 68 mm ロケットポッド x 4
  - ファイアストリークまたはレッドトップ空対空ミサイル x 4
  - 500 ポンド（227 kg）爆弾 x 2、レッドベアード核爆弾1発